# Manuel Senante
Manuel Senante Martínez (Alicante, 16 de octubre de 1873-Madrid, 25 de junio de 1959) fue un abogado, político y periodista español, dirigente del Partido Integrista y la Comunión Tradicionalista. 
Fue director del diario El Siglo Futuro desde 1907 hasta 1936. También en 1907 fue elegido como diputado integrista por Azpeitia, en Guipúzcoa, circunscripción por la que fue reelegido en el resto de comicios celebrados hasta 1923. Promotor del derrocamiento de la Segunda República, fue calificado por Eduardo González Calleja como el «más persistente teorizador de la violencia desde el campo tradicionalista».

## Biografía

### Familia y juventud

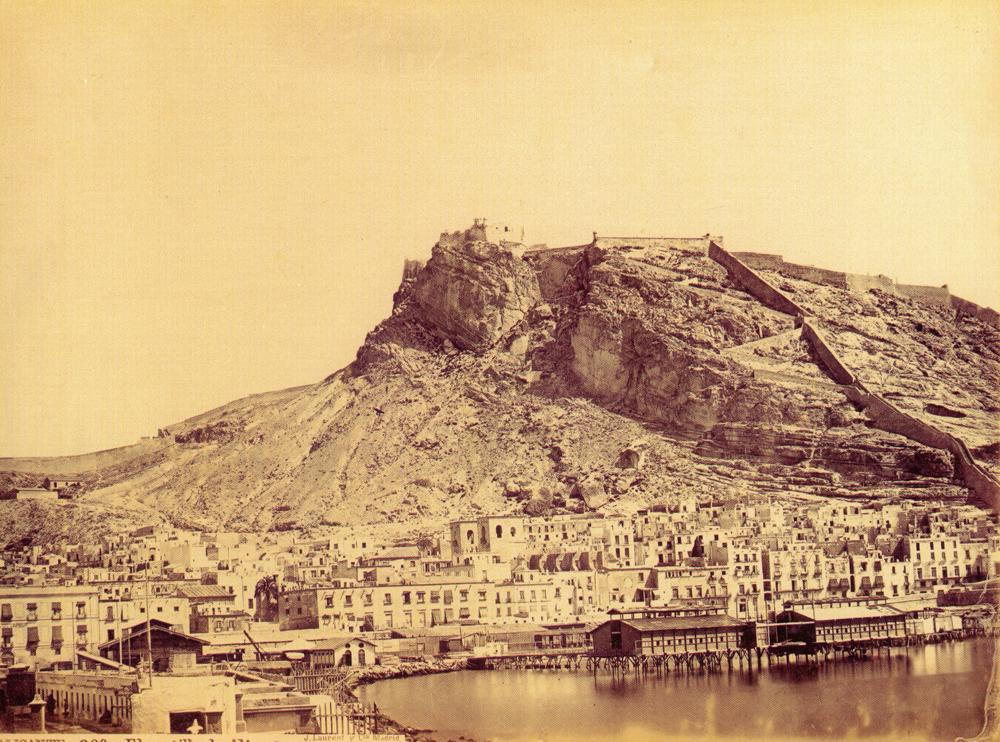
Alicante en la década de 1870.

Manuel Senante nació en el seno de una distinguida familia alicantina. Su abuelo paterno, Manuel Senante Sala, había sido profesor de Retórica y Poética en el Instituto de Segunda Enseñanza de Alicante, del que fue director en la segunda mitad del siglo XIX. Su padre, Emilio Senante Llaudes, fue catedrático de Geografía e Historia en el mismo instituto, que también dirigió entre 1891 y 1904; y destacó como autor de varios libros de texto de historia para la educación secundaria, que fueron bastante populares en toda la región levantina. Aparte de sus labores educativas, Emilio Senante ejerció también la abogacía y participó en la prensa y la política local. Su tío Francisco Senante Llaudes fue compositor y maestro de la capilla de la Concatedral de San Nicolás. Por línea materna era sobrino de Antonio Martínez Torrejón, decano del Ilustre Colegio de la Abogacía de Alicante, al que pertenecía.
Manuel Senante creció en un ambiente fervientemente católico. Tras cursar Derecho en las universidades de Madrid y Barcelona, regresó a Alicante, estableciendo su propio bufete de abogados en 1897. Manuel Senante se casó con Joséfa Esplá Rizo (1870-1957), hija de un capitán de marina mercante y concejal municipal de Alicante. El matrimonio tuvo seis hijas —tres de las cuales fueron monjas— y un hijo, Manuel Senante Esplá, que durante la Segunda República sería miembro del Consejo de Administración de El Siglo Futuro.
La familia residió en un principio en la finca Santa Rosa, situada en San Juan, a las afueras de Alicante, pero a principios del siglo XX se trasladaron de manera permanentemente a Madrid.

### Carrera temprana

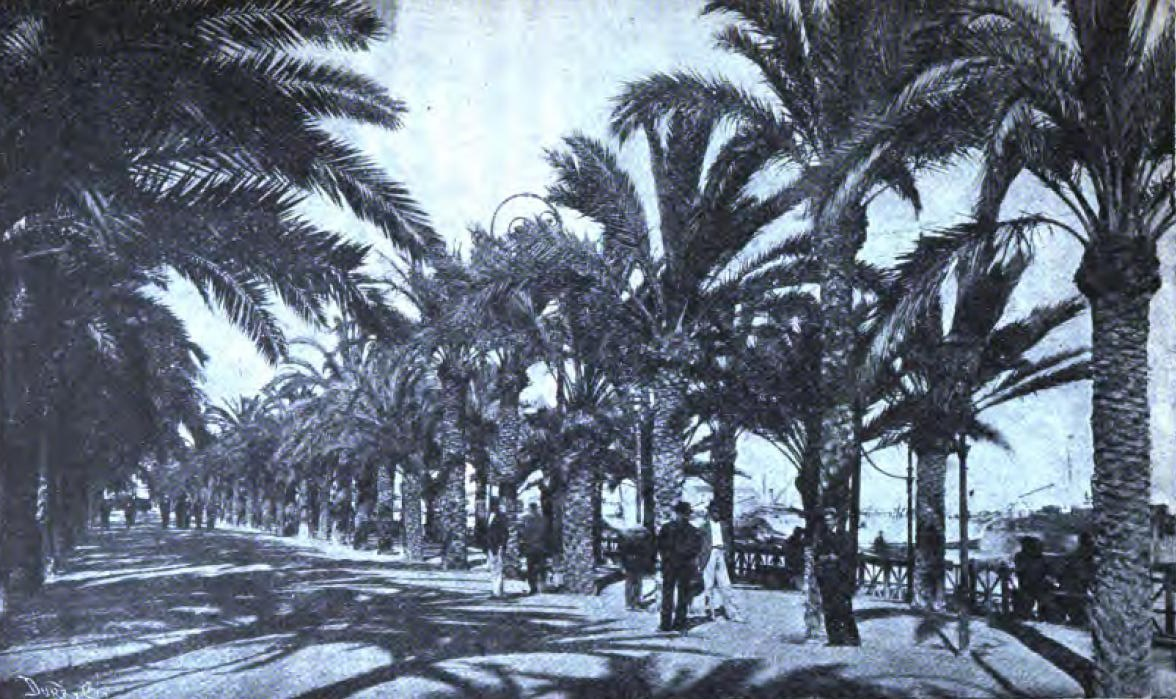
Alicante en 1908.

Tras establecer su bufete de abogados en Alicante, Manuel Senante fue adquiriendo prestigio. Algunos de sus casos fueron políticamente controvertidos, como un pleito sobre un cementerio parroquial cerrado a la fuerza, en el que actuó a favor de la comunidad alicantina de San Nicolás ante el Tribunal Supremo. Entre 1914 y 1915 intervino en un pleito en defensa de uno de los propietarios de las salinas de Santa Pola por una cuestión de derechos del agua y pesca sobre los azarbes.
Senante había heredado las convicciones tradicionalistas de su familia: su abuelo había sido corresponsal en Alicante del antiguo diario carlista madrileño El Siglo Futuro ya en sus inicios y su padre también había participado en disputas políticas. Tras licenciarse en Derecho y movido por la defensa del ideal católico, actuó en la vida pública de Alicante. En política era ya integrista y fue autor de un manifiesto de la Liga Católica de Orihuela. Sin embargo, solicitó y obtuvo del partido liberal conservador el ser nombrado juez municipal de Alicante. Según Idoia Estornés, ingresó en este partido en 1897, pero permaneció poco tiempo en él.
Comenzó su carrera periodística primero como colaborador y más tarde como director del periódico andaluz La Monarquía (1899-1900). De nuevo en su ciudad natal, lideró numerosas iniciativas católicas a nivel local, como la Junta Organizadora para la construcción de la Cruz del Siglo en Alicante en 1901. Senante empezó a colaborar en El Siglo Futuro en 1901, inicialmente con breves notas informativas. Al año siguiente ya era señalado por este diario como un «elocuentísimo abogado» y «uno de los católicos más firmes y decididos».

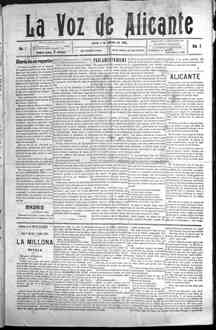
La Voz de Alicante.

Senante fue candidato a diputado a Cortes en las elecciones de 1903 por la Liga Católica, una coalición electoral promovida por la Iglesia. Se presentó por el distrito de Orihuela, ciudad en la que la actividad tradicionalista era notable, pero fue derrotado por el célebre político liberal Francisco Ballesteros. 
Tras las elecciones de 1905, felicitó al jefe del partido integrista, Ramón Nocedal, por haber sido elegido por el distrito de Pamplona. En 1904 Senante había participado en la fundación del diario La Voz de Alicante, y fue nombrado director del mismo. Este periódico se presentaba simplemente como católico, aunque su vinculación política con el integrismo era evidente. En 1906 Senante era ya miembro de la Junta Provincial Integrista de Alicante y uno de sus máximos representantes, junto con Emilio Pascual y Cantó.
Aparte de las campañas políticas, Manuel Senante contribuyó a una nueva iniciativa, la Acción Católica, presidiendo más tarde el Círculo Obrero de esta organización. Fue además miembro del Instituto de Reformas Sociales y del Consejo de Patronato del Instituto Nacional de Previsión, que representó dentro de las organizaciones patronales.

### Diputado a Cortes

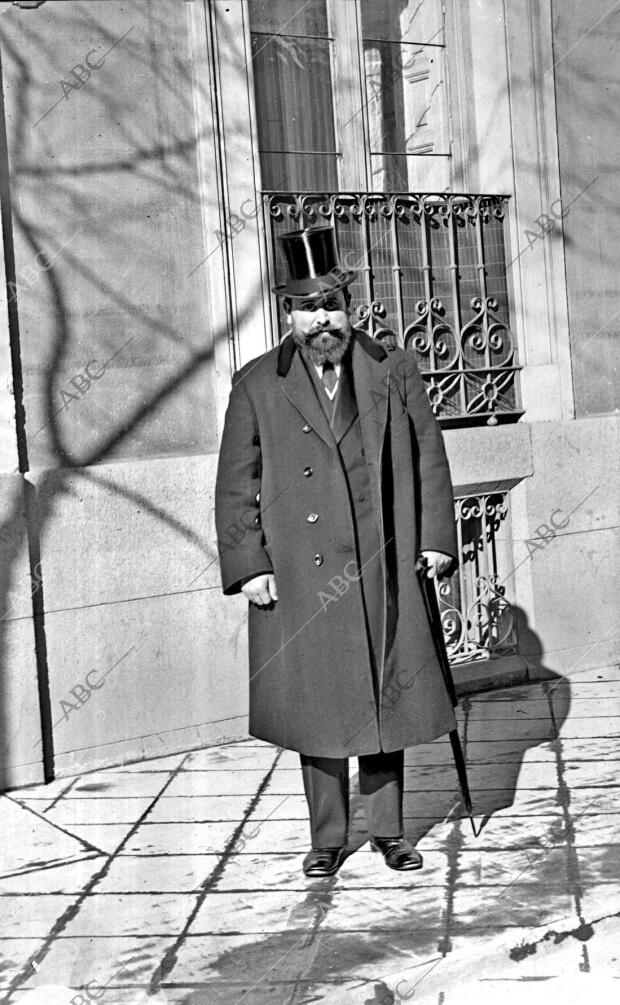
Manuel Senante en el Congreso (1912).

Debido a una cadena de sucesos acaecidos tras la muerte de Nocedal, en la campaña electoral de 1907 Senante se presentó como candidato integrista en Guipúzcoa. Aunque carecía de ascendencia vasca, resultó elegido cómodamente por el distrito de Azpeitia, una localidad rural y profundamente religiosa que solía mandar diputados tradicionalistas a las Cortes. José Luis Orella afirma que Senante y otros candidatos tradicionalistas debían su éxito a la propaganda que realizaban los jesuitas en el santuario de Loyola.
Su triunfo de 1907 supuso para él el inicio de una larga carrera parlamentaria, que duraría 16 años. Senante volvió a presentarse como candidato integrista por el distrito de Azpeitia en las sucesivas elecciones de 1910, 1914, 1916, 1918, 1919, 1920 y 1923, saliendo en todas ellas victorioso. Aunque el partido jaimista no presentaba candidatura por ese distrito, tuvo que enfrentarse a los candidatos de otros partidos, excepto en dos ocasiones (en 1918 y 1920) en que resultó elegido como único candidato con arreglo al artículo 29 de la Ley Electoral. Durante tres legislaturas —hasta el año 1916— fue uno de los dos únicos diputados integristas en las Cortes; a partir de entonces y hasta el advenimiento de la dictadura de Primo de Rivera, Senante sería el único representante del partido integrista en el Congreso.
Senante mantuvo buenas relaciones con el famoso diputado jaimista Juan Vázquez de Mella, con quien ya se había reconciliado Ramón Nocedal en 1906. Como muestra de esta buena relación, en 1911 se rindió a Nocedal y Senante un homenaje conjunto en Murcia por su campaña en el Congreso contra la ley del «candado».
Como representante del integrismo, Manuel Senante era probablemente el diputado más reaccionario de las Cortes, superando tal vez a la minoría carlista, más propensa a mostrar algún tipo de flexibilidad. Senante rigió sus acciones por la defensa de la religión católica, defendiendo los derechos y privilegios eclesiásticos contra la secularización que promovía generalmente el partido liberal. Defendió a la Iglesia en desastres como la Semana Trágica, que interpretó en términos religiosos, así como en controversias menores, pero de resonancia nacional, como la suscitada con ocasión de la posible venta al extranjero del antiquísimo bote de Zamora, de titularidad eclesiástica, que originó en el Congreso un debate acerca de la propiedad del patrimonio artístico de la Iglesia.

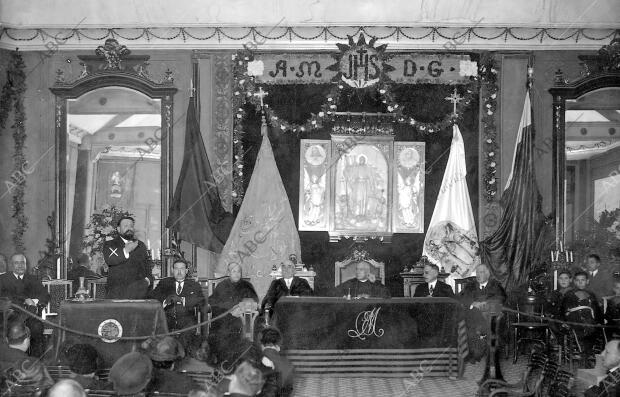
Manuel Senante en el centro escolar y mercantil de Valencia, pronunciando un discurso en una velada en honor de San Ignacio de Loyola (1922).

Senante ingresó en la Sociedad de Estudios Vascos y se pronunció en las Cortes a favor del bilingüismo. Enemigo del centralismo, también apoyó en 1907 la Solidaridad Alicantina, y durante el movimiento autonomista de 1917-1919, especialmente en la Comisión extraparlamentaria organizada por el conde de Romanones en 1918, habló a favor del proyecto autonómico vasco. En 1919 publicó un trabajo teórico sobre el concepto de la autonomía municipal, que situó entre la región y la familia.
En general, tendía a votar las iniciativas del Partido Conservador contra el Partido Liberal; aun así, posteriormente, especialmente después del asesinato de Canalejas, apoyó incluso algunas iniciativas de los liberales contra el pujante anarquismo y socialismo. En ocasiones representó el integrismo en amplias alianzas electorales, formadas bajo los auspicios del Primado de España, como la Junta Electoral Central en 1914. Senante, que había heredado las dotes oratorias de su padre, fue descrito por el conde de Romanones como un «orador fogoso, aficionado a las frases gruesas que, cuando hablaba, parecía un energúmeno siendo en el fondo hombre todo bondad».
Según la Enciclopedia Espasa, sus dos intervenciones más señaladas en las Cortes fueron la una en diciembre de 1912, poco después de la muerte de Canalejas, siendo el conde de Romanones presidente del Consejo de ministros y Moret del Congreso; y la otra en abril de 1918, al discutirse las actas de diputados, estando en el poder el Gabinete llamado nacional y al acordar el Consejo de ministros el ingreso en la Cámara de varios representantes que habían sufrido condena con motivo de la huelga revolucionaria de agosto de 1917.

### Director deEl Siglo Futuro

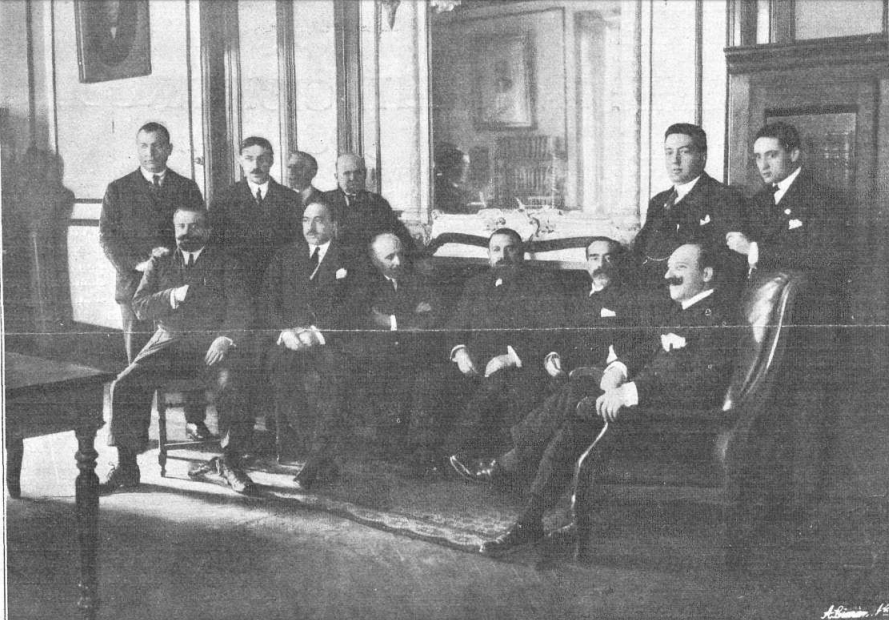
Redactores de El Siglo Futuro con el director Senante (1925).

A principios del siglo XX, Senante tenía ya cierto bagaje como editor de prensa, habiendo dirigido La Monarquía y especialmente La Voz de Alicante. Mantenía el cargo de director de este diario alicantino cuando se produjo la muerte de Ramón Nocedal, quien dirigía El Siglo Futuro. Este diario madrileño, fundado en 1875 por Cándido Nocedal, tenía unos pocos miles de suscriptores a nivel nacional, pero constituía un punto de referencia en la política más reaccionaria. Tras una vacante de ocho meses, en noviembre de 1907 Senante era designado nuevo director del diario integrista madrileño por acuerdo de la junta directiva del Partido Católico Nacional.
El Siglo Futuro permanecería bajo la dirección de Senante a lo largo de casi tres décadas, en las que gestionó el periódico y guio su línea editorial. Senante modernizó el diario dotándole de mejores gráficos, pero hasta la década de 1930 conservó su formato de 4 páginas y una reducida tirada de alrededor de 6000 ejemplares. En 1932, bajo la dirección de Senante, El Siglo Futuro experimentaría una enorme expansión, multiplicando por diez su tirada habitual en menos de un año.
En cuestión de ideario, Senante mantuvo la línea integrista antiliberal y antidemócrata de El Siglo Futuro, centrada en la defensa de los principios católicos y la doctrina tradicionalista. El antiguo diario decimonónico había hallado nuevos enemigos en el republicanismo y el socialismo y constituyó la principal tribuna del partido integrista hasta la década de 1930, en que regresó al seno de la Comunión Tradicionalista, de la que se convertiría en órgano oficioso.

### Dictadura de Primo de Rivera

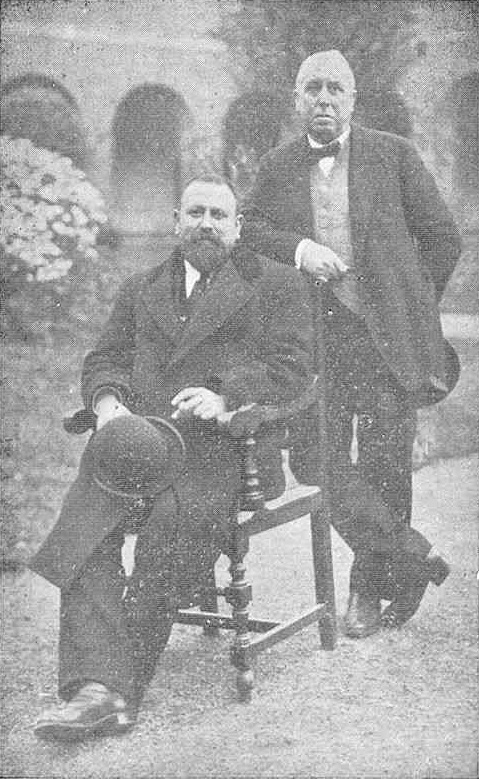
Senante junto con Ignacio Fernández de la Somera en Gijón (1923).

Senante acogió con satisfacción el directorio militar de Primo de Rivera y durante la dictadura fue designado por las tres Diputaciones vascongadas representante de las mismas en Madrid. Sin embargo, los integristas acabarían sintiéndose defraudados por el dictador. En 1926, ante el plebiscito pretendió de aprobación de la Asamblea Nacional Consultiva, El Siglo Futuro afirmó estar dispuesto a apoyar al gobierno de Primo de Rivera en todo lo bueno que hiciera, pero se mostró contrario al partido Unión Patriótica y a su programa, pidiendo a sus lectores la abstención.
Los años de la dictadura presenciaron una importante transformación del catolicismo social en España. Senante se oponía a la creciente influencia de la democracia cristiana, lo que le llevó a enfrentarse primero a Luis Coloma y más tarde al Grupo de la Democracia Cristiana y a Maximiliano Arboleya. La polémica entre los demócrata-cristianos y los integristas fue aumentando en crudeza en la década de 1920, animada por el articulista de El Siglo Futuro «Fabio». El otro protagonista de la disputa era la revista ovetense Renovación Social, tribuna de prensa de Arboleya. Senante, que veía la cuestión social como parte de la cuestión religiosa, despreciaba la democracia cristiana por su tendencia socializante, malminorista y accidentalista, y llegó a denunciar al Grupo de la Democracia Cristiana a las autoridades eclesiásticas. A su vez, Arboleya, aprovechando la condena papal de la Acción Francesa y el clima de denuncia en Roma al «integralismo» francés e italiano, trató de aplicar esa condena también al integrismo español, al que se refirió como «otra masonería», acusándolo de oponerse a la Compañía de Jesús y al Papa. En 1930 intervino la Congregación del Concilio prohibiendo cualquier publicación no autorizada por el Primado. El cardenal Segura, afín a las tesis de El Siglo Futuro, pidió a ambos bandos que se abstuvieran de polemizar entre ellos mientras la Congregación Romana estudiaba la cuestión, pero el conflicto se prolongaría durante el año 1930, hasta la proclamación de la República, que dejó archivada y obsoleta la denuncia de Senante.

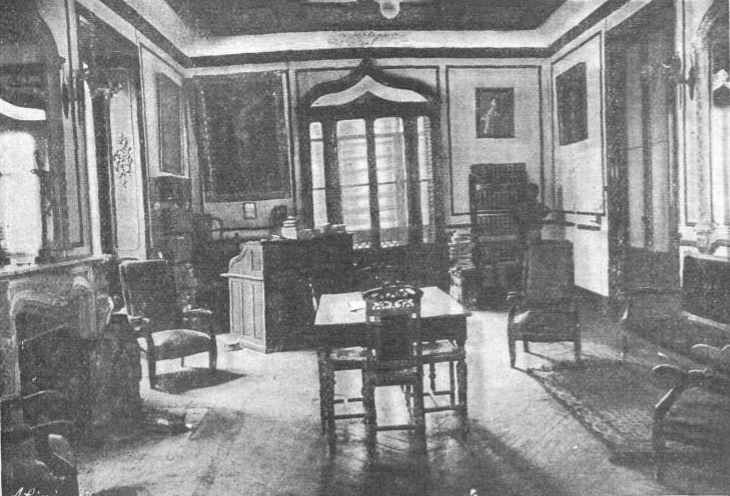
Despacho de Manuel Senante en Madrid.

El Siglo Futuro no lamentó la caída de Primo de Rivera, asegurando que el dictador no había estado a la altura del voto de confianza recibido y que había sido una «Dictadura liberal» y, más aún, «socializante». En marzo de 1930, durante el periodo liberalizador de la dictablanda de Dámaso Berenguer, la Comunión Integrista publicó un manifiesto reiterando los puntos de su programa contra los partidarios de una República, afirmando que «somos monárquicos-tradicionalistas y estamos frente a los revolucionarios». El texto iba firmado por Juan de Olazábal como jefe del partido y por Manuel Senante como jefe adjunto, además de por los dirigentes integristas regionales.
Las relaciones entre Senante y Ángel Herrera Oria, fundador de la Asociación Católica Nacional de Propagandistas y director de El Debate (periódico de mucha mayor circulación en aquel momento), fueron correctas, aunque aparte de sus diferencias políticas, existía una rivalidad entre ambos directores. En julio de 1931 Senante fue elegido vocal de Acción Nacional (organización promovida por Herrera Oria), pero dejó su puesto al pasar a dirigir Gil Robles el partido en noviembre de 1931. Su firme posicionamiento monárquico y tradicionalista era cada vez más incompatible con la postura accidentalista adoptada por Herrera Oria.

### Segunda República

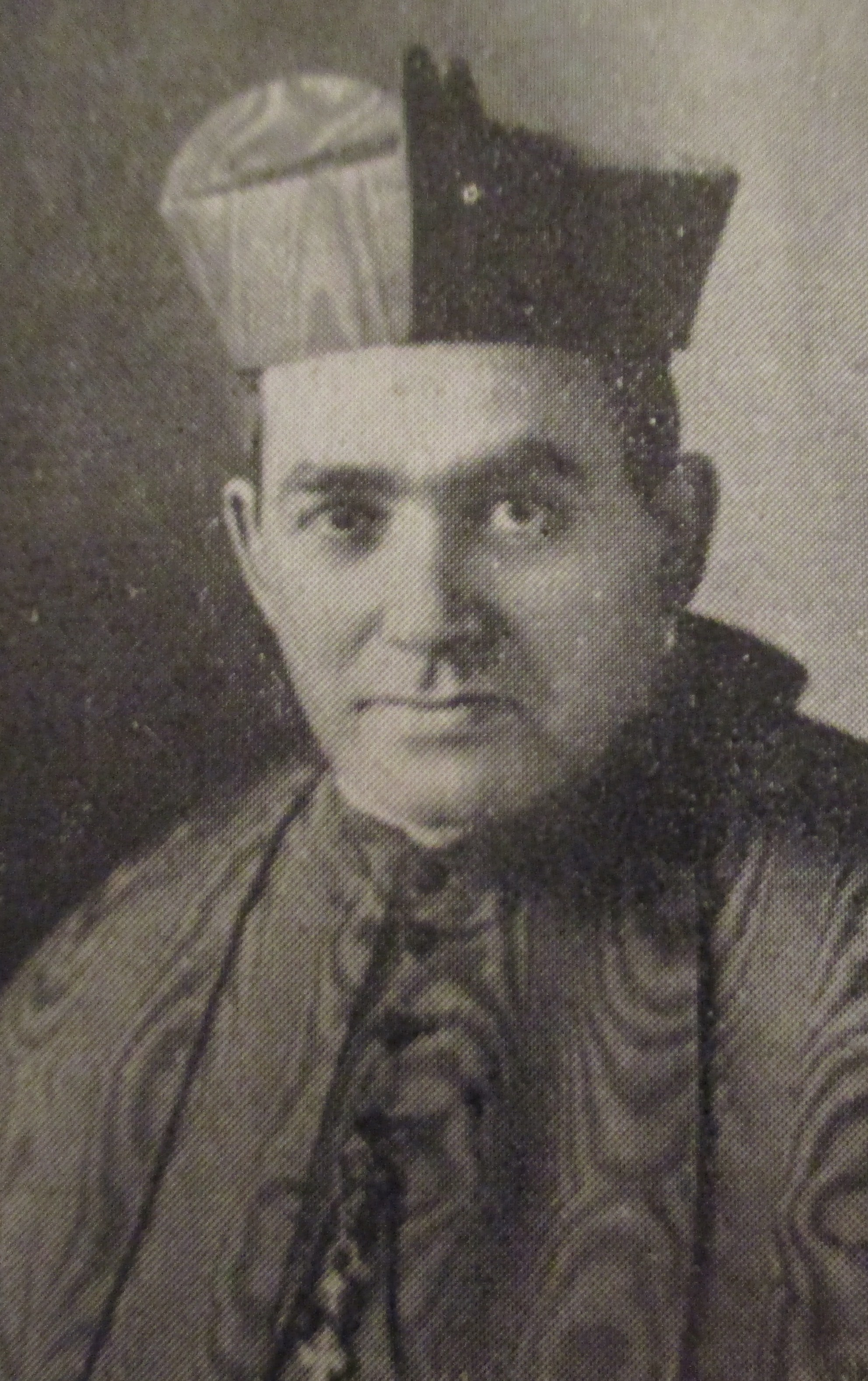
El cardenal Pedro Segura.

Senante recibió el advenimiento de la Segunda República con desagrado y desdén. Al día siguiente de su proclamación, El Siglo Futuro ratificaba su compromiso con la monarquía católica tradicional, asegurando que «hoy como ayer y como mañana y como siempre, mantenemos nuestra bandera desplegada», desprecio que tras la quema de conventos se tornó en horror y enemistad absoluta.
Describiendo la persecución religiosa en términos apocalípticos, aconsejó al cardenal Segura una actitud intransigente hacia el nuevo régimen, lo que le acarrearía la expulsión de España. Senante había conocido a Pedro Segura en 1923 o 1924, cuando el entonces obispo de Coria participó en la apertura de la Casa social católica local. Calificado por los historiadores como «amigo del cardenal», y «confidente de don Pedro Segura», Senante emprendió una activa campaña en defensa del cardenal desterrado. A finales de 1931 presentó una denuncia a la Santa Sede contra el nuncio Tedeschini por su complicidad con el nuevo régimen, a la vez que el cardenal acusaba al nuncio de no hacer lo necesario para que Mateo Múgica y él pudieran regresar a España. Posteriormente el cardenal Segura alabaría públicamente a El Siglo Futuro y a su director, Senante, por su valentía y fidelidad a la Iglesia, aludiendo en cambio de manera velada al triunvirato formado por Herrera-Tedeschini-Vidal y Barraquer como protagonistas de «defecciones» y «cobardías».
En 1932 Senante hizo manifiesta su doctrina de desobediencia a la República con la publicación de la obra Verdadera doctrina sobre el acatamiento, obediencia y adhesión a los poderes constituidos y sobre la licitud de la resistencia a los poderes ilegítimos y de hecho. Según el historiador Eduardo González Calleja, durante este periodo Senante se convertiría en «el más persistente teorizador de la violencia desde el campo tradicionalista».
Desde finales de 1930 Senante y los integristas se habían acercado al jaimismo, y en la primavera de 1931 se habló ya públicamente de una reunificación de las diversas ramas del tradicionalismo. En representación del integrismo, Senante tomó parte en un importante mitin católico celebrado en la plaza de toros de Pamplona, presidido por el marqués de Villores, en el que también intervinieron los jaimistas Joaquín Beunza y Rafael Díaz Aguado y Salaberry, así como el mellista Agustín Tellería. Aquel acto suponía el primer paso para la unión de las tres ramas del tradicionalismo. Ese mismo año participó, junto con un grupo de jaimistas, en las negociaciones dinásticas con el depuesto Alfonso XIII. Aunque Don Jaime había pedido la unidad de todos los monárquicos y amantes del orden e iniciado el retorno de mellistas e integristas al legitimismo, sería su tío y sucesor, Don Alfonso Carlos, de simpatías integristas, quien lograría la reintegración definitiva de estos en la Comunión Tradicionalista, consumada en enero de 1932. Senante era un viejo conocido de Alfonso Carlos, pues había sido el abogado elegido por su ayudante, el marqués de Vessolla, para gestionar una solicitud de extraterritorialidad que el entonces infante había realizado al gobierno de España para acabar con los «vejámenes y persecuciones» que padecía en la República de Austria desde la terminación de la Primera Guerra Mundial.
Una nota de Olazábal del 1 de febrero de 1932 declaraba extinto el Partido Integrista. Ese mismo año Senante ingresó en la Junta Suprema Tradicionalista, representando el Levante y Andalucía. También accedió a la administración de la Editorial Tradicionalista, la empresa que pasó a editar El Siglo Futuro. Junto con el también exintegrista Lamamié de Clairac, dominó dicho organismo, lo que provocó algunos recelos debido a la preponderancia integrista en el partido. La Junta fue reconstituida por el conde de Rodezno a finales de 1933, aunque El Siglo Futuro mantuvo cierta independencia hasta 1935.

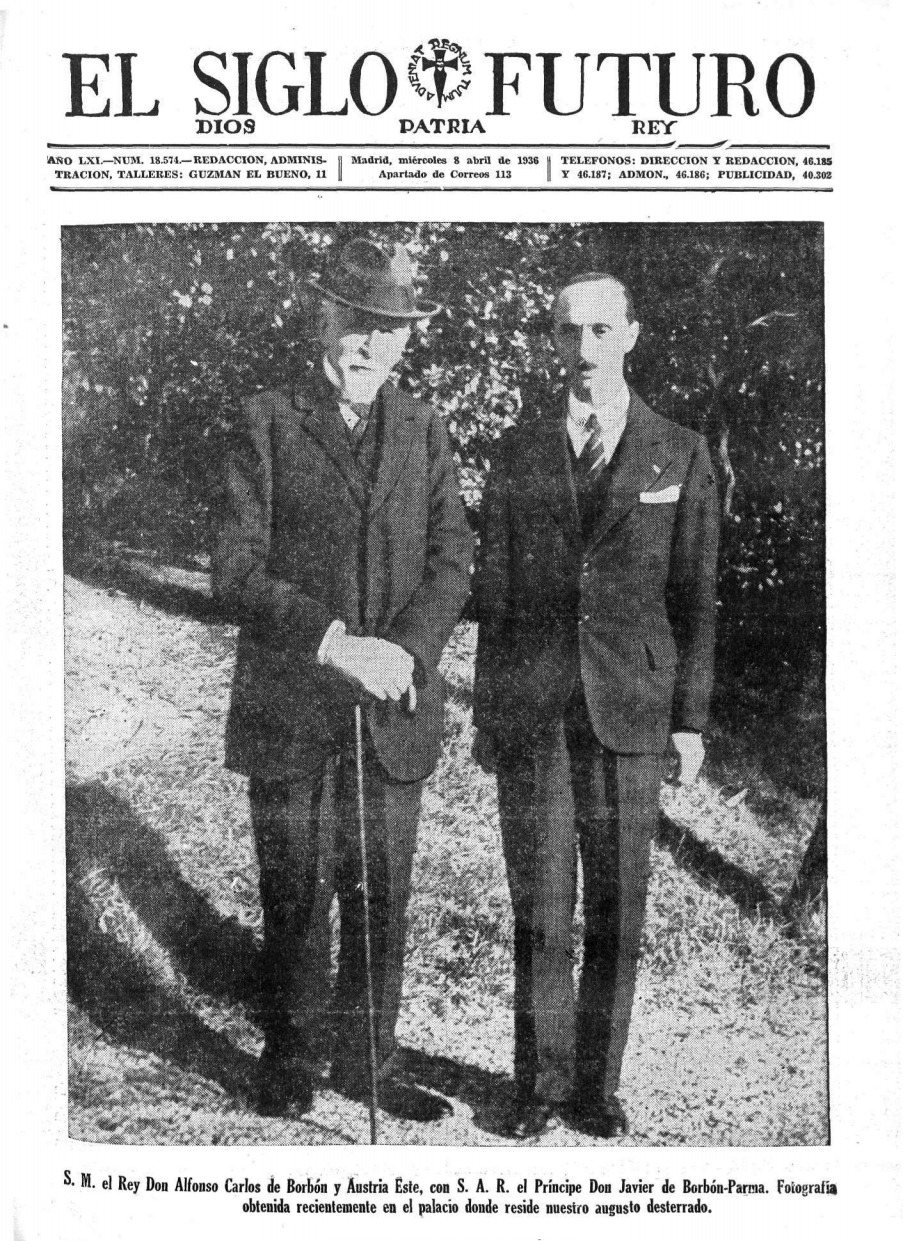
Portada de El Siglo Futuro del 8 de abril de 1936, en la que aparecían Alfonso Carlos de Borbón, el «augusto caudillo» de la Comunión Tradicionalista, y su sucesor, Javier de Borbón-Parma.

En términos de estrategia electoral, Senante inicialmente era favorable de una alianza con los alfonsinos y fue una de las principales figuras de la asociación Acción Nacional. Sin embargo, cuando la agrupación adquirió un tono accidentalista y demócratacristiano, se volvió en su contra. Según José María Gil Robles, Senante fue el director de una campaña contra Acción Popular. Después fue también uno de los carlistas que más se opusieron al centro electoral TYRE y al Bloque Nacional con el partido Renovación Española.
En las elecciones de 1931 Senante quiso presentar su candidatura como diputado dentro de la coalición católico-fuerista, pero fue excluido por el PNV por no ser vasco de nacimiento. Senante, que seguía defendiendo los fueros, mostró en cambio recelos por el proyecto de Estatuto Vasco-Navarro. Presentó nuevamente su candidatura en las elecciones de 1933, esta vez por Alicante, por la lista del Bloque Agrario Antimarxista, pero la coalición lo excluyó en la segunda vuelta para poder llegar a un acuerdo con los lerrouxistas. En las elecciones de 1936 encabezaba la «candidatura contrarrevolucionaria» de Alicante, pero nuevamente fue excluido de la coalición derechista a última hora. En ambas ocasiones se presentó en solitario sin lograr ser elegido.
En 1934 Senante promovió con éxito la candidatura del también antiguo integrista Manuel Fal Conde para suceder al conde de Rodezno como líder de la Comunión Tradicionalista. La confianza de Senante en Fal Conde era tal que en 1935, cuando el nuevo Jefe Delegado se implicó de lleno en la política a expensas de sus actividades profesionales, Senante le ofreció la posibilidad —que Fal rechazó— de compartir ganancias en su bufete, o nombrarle director de El Siglo Futuro, para recibir sus emolumentos.
El mismo año, junto con otros pensadores tradicionalistas, formó parte del Consejo de Cultura de la Comunión, un organismo que debía encargarse de la difusión del ideario. Al ser elevado Manuel Fal Conde a Jefe Delegado en 1935, Senante fue uno de los miembros del Consejo designados para asistirle, junto con Esteban Bilbao, Lorenzo María Alier, Luis Hernando de Larramendi y José María Lamamié de Clairac. Senante colaboró con Hernando de Larramendi en la redacción de un anteproyecto de decreto creando la regencia de Javier de Borbón-Parma que habría de suceder a Alfonso Carlos tras su muerte.

### Guerra civil y franquismo

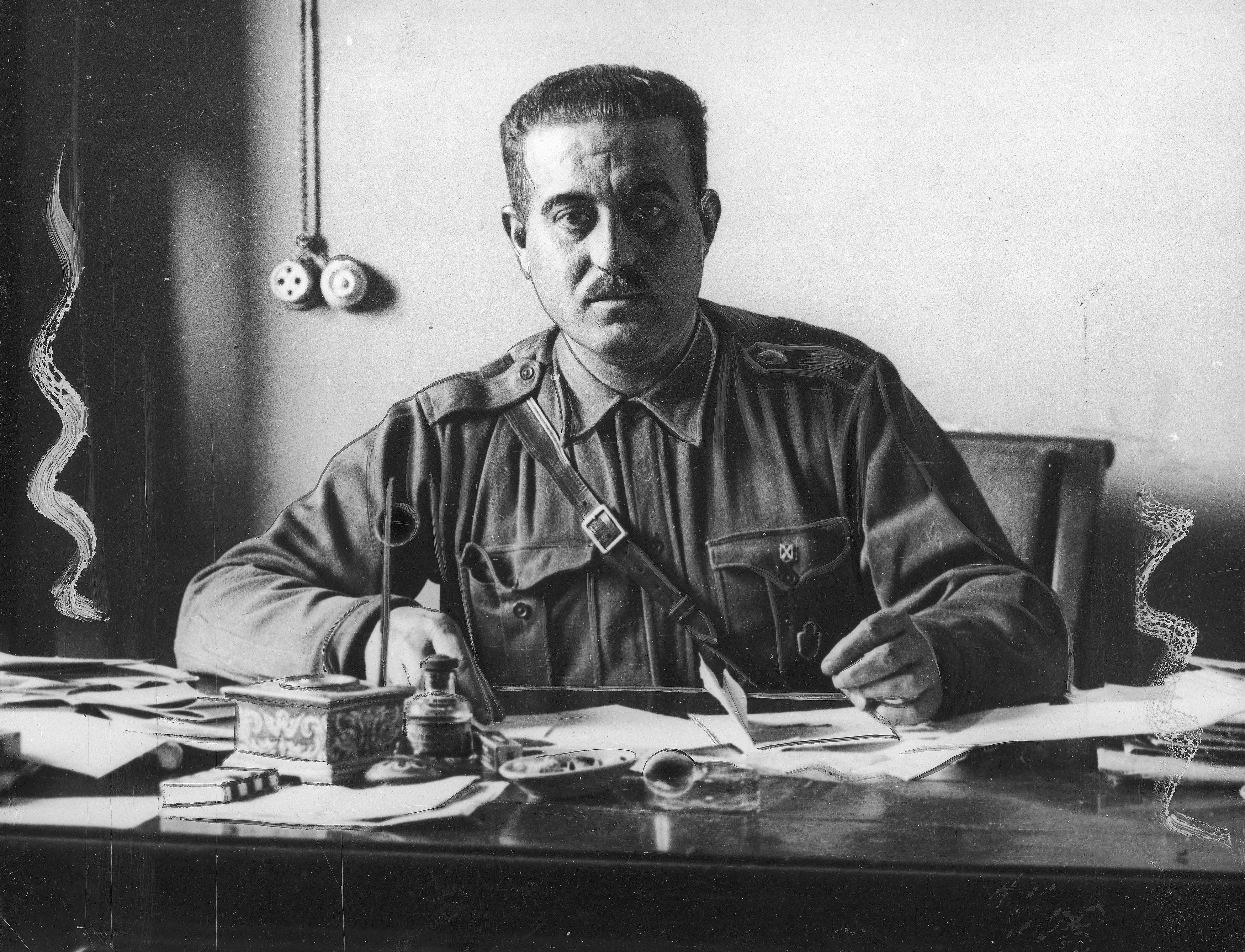
Manuel Fal Conde.

Se desconoce la implicación exacta de Manuel Senante en la conspiración tradicionalista contra la República. Al producirse el alzamiento de julio de 1936 se hallaba en Valencia, donde fracasó la sublevación. Obtuvo refugio en una embajada, mientras su casa en Madrid y las instalaciones de El Siglo Futuro eran asaltadas y saqueadas. Logró pasar a la zona nacional en el verano de 1937, residiendo primero en San Sebastián, en la finca de Mundaiz de Juan de Olazábal (quien había sido asesinado antes de que los sublevados tomaran la ciudad), hasta que en 1938 se trasladó a Vitoria.
Senante no aceptó el Decreto de Unificación ni el régimen de Franco. Tras la toma franquista de Madrid, Jesús Evaristo Casariego, en representación de la Editorial Tradicionalista, solicitó la reaparición de El Siglo Futuro, argumentando que había sido «el único diario antiliberal y antidemócrata» durante la República y que había contribuido a crear el ambiente propicio para el «Alzamiento», pero el ministro Serrano Suñer se oponía al perfil reaccionario del periódico y solo permitió que las plantillas de El Siglo Futuro y La Nación se incorporasen al diario El Alcázar. Según Alberto Ruiz de Galarreta, fue el mismo Senante quien renunció a volver a editar El Siglo Futuro debido a la censura del nuevo régimen y a la obligación de insertar noticias, textos y comentarios impuestos por la Dirección general de Prensa, que habrían desnaturalizado el nítido perfil tradicionalista del periódico.
Durante la posguerra Senante pudo estar implicado en una conspiración contra Franco, que algunos carlistas pensaban que «se marchaba de un momento a otro» y que se vivía una situación de interinidad que acabaría a muy corto plazo. En este sentido, Galarreta cita un oscuro indicente ocurrido enero de 1941, en el que Senante sufrió un accidente automovilístico entre Santa Cruz de Retamar y Valmojado. El coche, en el que iba también el dirigente carlista José María Lamamié de Clairac, chocó con otro ocupado por falangistas, varios de los cuales fallecieron en el suceso. De acuerdo con Galarreta, los carlistas tuvieron que presentarse en el cuartel de la Guardia Civil porque había quedado depositado allí un maletín con documentación muy comprometida sobre los contactos que, en este sentido, se mantenían con determinados militares.

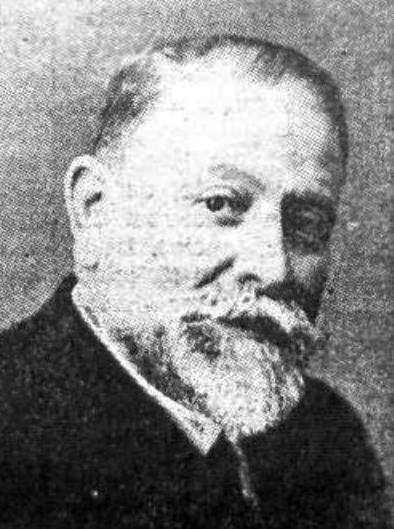
Manuel Senante en 1935.

Debido al confinamiento de Fal Conde en Sevilla, Senante presidía en Madrid la Junta Auxiliar de la Jefatura Delegada Carlista (sucesora de la Junta Nacional Carlista de Guerra),  pero quiso dimitir en 1943 debido a las simpatías juanistas de varios componentes de la Junta. Finalmente decidió continuar por consejo del cardenal Segura. Dentro de la Junta, el triunvirato de los «feroces integristas», compuesto por Zamanillo, Senante y Lamamié, destacaba por su intransigencia y oposición al «posibilismo» de los partidarios de Don Juan.
El mismo año fue uno de los firmantes de una declaración describiendo el gobierno de Franco como «intruso y usurpador». El documento acusaba al régimen de haber «llevado el desgobierno y el malestar a todos los órdenes de la Administración pública y de la vida nacional», y decía que «contra toda razón y todo derecho, se ha impuesto bastardeando y contrariando los móviles que llevaron a derramar su sangre y a sufrir sacrificios de toda clase a tantos y tantos españoles». A esta declaración le siguió una carta de varios dirigentes tradicionalistas —entre ellos Senante— entregada a Franco en 1943 por el general Vigón, en la que se pedía el abandono del sistema totalitario, la restauración orgánica de la monarquía tradicional y la implantación de un régimen de derecho, para evitar que España regresara nuevamente a la democracia liberal.
En febrero de 1944 Senante se pronunció contra la política exterior española, todavía afín al Eje, sugiriendo al nuncio Cicognani que el episcopado español hablase abiertamente contra el racismo y el totalitarismo. Durante un encuentro monárquico clandestino celebrado ese mismo año en Sevilla, votó a favor de un intento de derrocar a Franco. En 1947 participó en la primera asamblea carlista nacional desde 1937, en la que se culminó el restablecimiento del Consejo Nacional de la Comunión Tradicionalista, máximo órgano directivo del carlismo.
En respuesta a unas declaraciones del general Franco en el periódico Arriba en 1955, en las que calificaba a los carlistas leales a Javier de Borbón-Parma como «un diminuto grupo de integristas, apartados desde la primera hora del Movimiento, sin eco en la nación», Senante dirigió indignado una carta al jefe del Estado, defendiendo la herencia del partido integrista y de El Siglo Futuro, así como la participación esencial de los tradicionalistas en el Alzamiento Nacional.
Durante la década de 1940 Senante, al igual que Fal Conde, mantuvo su relación amistosa con el cardenal Segura, aliado de la Comunión Tradicionalista. Vinculado a numerosas entidades religiosas, Senante fue Hermano Ministro Honorario de la V.O.T. de San Francisco el Grande, caballero del Pilar, caballero de la Santa Hermandad del Refugio y abogado de la Rota Romana.
En 1959, dos semanas antes de su muerte, se le rindió un homenaje y el alcalde de Alicante le hizo entrega del título de «hijo predilecto» de la ciudad.
Actualmente conserva una calle a su nombre en Alicante. En 2016 el ayuntamiento de la ciudad, gobernado por el tripartito de PSPV, Guanyar Alacant y Compromís, anunció su intención de renombrar varias calles de personajes supuestamente vinculados al franquismo, entre ellas la de Manuel Senante. Finalmente el Ayuntamiento eliminó su placa, pero hubo de ser repuesta en marzo de 2018 por un auto judicial.

## Obras
- Senante, Manuel (1919). El concepto de la autonomía municipal. San Sebastián. Archivado desde el original el 7 de febrero de 2015. Consultado el 8 de mayo de 2020.
- —— (1932). Verdadera doctrina sobre acatamiento, obediencia y adhesión a los poderes constituidos, y sobre la licitud de la resistencia a los poderes ilegítimos y de hecho. Madrid.